# Bluepoint Games
Bluepoint Games är ett företag med inriktning på datorspel. Företaget har sitt säte i Austin, Texas sedan 2006.
Företaget har medverkat i utvecklingen av remasteringutgåvor av olika spel, som God of War, Metal Gear och ICO/Shadow of the Colossus.

## Spel
- 2006 – Blast Factor (Playstation 3)
- 2009 – God of War Collection (Playstation 3)
- 2011 – The Ico & Shadow of the Colossus Collection (Playstation 3)
- 2011 – Metal Gear Solid HD Collection (Playstation 3, Xbox 360)
- 2012 – Playstation All-Stars Battle Royale (Playstation Vita)
- 2013 – Flower (Playstation 4, Playstation Vita)
- 2014 – Titanfall (Xbox 360)
- 2015 – Uncharted: The Nathan Drake Collection (Playstation 4)
- 2016 – Gravity Rush Remastered (Playstation 4)
- 2020 – Demon's Souls Remake (Playstation 5)